# گمینا راجخوو-ویپژ
گمینا راجخوو-ویپژ (به لهستانی:  Gmina Radziechowy-Wieprz) یک گمینا در لهستان است که در شهرستان ژویتس واقع شده‌است. گمینا راجخوو-ویپژ ۶۵٫۹۴ کیلومتر مربع مساحت و ۱۲٬۳۸۵ نفر جمعیت دارد.